# Buellton
Buellton est une municipalité de la Santa Ynez Valley, dans le comté de Santa Barbara, en Californie, aux États-Unis. Sa population était de 4 828 habitants au recensement de 2010. Buellton est bordée par le fleuve Santa Ynez.

## Personnalités
- Eric Zentner (1981-2011), mannequin américain, mort à Buellton.

## Démographie
| 1970  | 1980  | 1990  | 2000  | 2010  | - |
| ----- | ----- | ----- | ----- | ----- | - |
| 1 402 | 2 364 | 3 506 | 3 828 | 4 828 | - |